# Marcus Kleveland
Marcus Kleveland (Dombås, 25 aprile 1999) è uno snowboarder norvegese, campione mondiale nello slopestyle ad Aspen 2021 e a Bakuriani 2023.

## Biografia
Professionista dal 2013, al suo debutto ai Winter X Games 2017 ha conquistato l'oro nello Slopestyle e l'argento nel Big air. Marcus Kleveland è stato il primo atleta a completare un quad cork 1800 in gara. Nell'edizione seguente, disputatasi sempre ad 
Aspen, ha ottenuto i medesimi risultati.
Kleveland Ha ottenuto la prima vittoria in Coppa del Mondo il 12 novembre 2016 a Milano. Ai Mondiali di Aspen 2021 ha vinto le sue prime medaglie iridate, laureandosi campione del mondo nello slopestyle e aggiungendo il bronzo nel big air. Nella stessa stagione si è aggiudicato la Coppa del Mondo generale di freestyle e anche quella di specialità slopestyle. Nell'edizione dei Mondiali di Bakuriani 2023 ha confermato il titolo nello slopestyle.

## Palmarès

### Mondiali
- 3 medaglie:
  - 2 ori (slopestyle ad Aspen 2021; slopestyle a Bakuriani 2023)
  - 1 bronzo (big air ad Aspen 2021)

### Winter X Games
- 12 medaglie:
  - 8 ori (slopestyle ad Aspen 2017 e ad Aspen 2018; big air ad Aspen 2021, ad Aspen 2022 e ad Aspen 2023; knuckle huck a Hafjell 2020, ad Aspen 2022 e ad Aspen 2023)
  - 4 argenti (big air ad Aspen 2017 e ad Aspen 2018; slopestyle ad Aspen 2022 e ad Aspen 2023)

### Coppa del Mondo
- Vincitore della Coppa del Mondo generale di freestyle nel 2021
- Vincitore della Coppa del Mondo di slopestyle nel 2021
- 11 podi:
  - 8 vittorie
  - 3 terzi posti

#### Coppa del Mondo - vittorie
| Data             | Luogo           | Paese         | Disciplina |
| ---------------- | --------------- | ------------- | ---------- |
| 12 novembre 2016 | Milano          | Italia        | BA         |
| 4 settembre 2017 | Cardrona        | Nuova Zelanda | SS         |
| 2 dicembre 2017  | Mönchengladbach | Germania      | BA         |
| 20 marzo 2022    | Aspen           | Stati Uniti   | SS         |
| 28 marzo 2021    | Silvaplana      | Svizzera      | SS         |
| 27 marzo 2022    | Silvaplana      | Svizzera      | SS         |
| 17 dicembre 2022 | Copper Mountain | Stati Uniti   | BA         |
| 22 gennaio 2023  | Laax            | Svizzera      | SS         |

Legenda:

BA = Big air

SS = Slopestyle